# Portavogie
Portavogie är en ort i Storbritannien.   Den ligger i distriktet Ards and North Down och riksdelen Nordirland, i den västra delen av landet, 500 km nordväst om huvudstaden London. Portavogie ligger 7 meter över havet och antalet invånare är 1 639.
Terrängen runt Portavogie är platt. Havet är nära Portavogie österut.  Närmaste större samhälle är Killyleagh, 14,7 km väster om Portavogie. 